# Oswaldo de Oliveira (treinador de futebol)
Oswaldo de Oliveira Filho (Rio de Janeiro, 5 de dezembro de 1950) é um treinador de futebol brasileiro. Atualmente está sem clube.

## Carreira

### Corinthians
Sua carreira como técnico iniciou-se em janeiro de 1999, no Corinthians. Neste mesmo ano, viveu bons momentos com a conquista do Campeonato Paulista e do Campeonato Brasileiro. Em 2000, conquistou o Mundial de Clubes da FIFA com o Timão. Deixou o clube em junho daquele ano.

### Vasco da Gama
O bom início de carreira sugeria que Oswaldo teria uma trajetória de sucesso como técnico. Assim, assumiu o Vasco da Gama em julho de 2000 e levou o clube às finais da Copa João Havelange e da Copa Mercosul, mas deixou a equipe em dezembro, antes das decisões, após uma briga com o presidente Eurico Miranda.

### Fluminense
Pelo Fluminense em 2001, foi semifinalista do Campeonato Brasileiro.

### São Paulo
Em 2002 treinou o São Paulo, que contava com estrelas do porte de Ricardinho, Rogério Ceni e Kaká, e era o favorito absoluto para a conquista do título. Porém, nos mata-matas, foi eliminado para o Santos, que acabaria como campeão da competição.

### Flamengo
O técnico teve um passagem pelo Flamengo entre julho e outubro de 2003, com um aproveitamento total de 44,4%. Comandou a equipe em 18 jogos, com três vitórias, sete empates e oito derrotas. Foi sucedido pelo seu irmão e então auxiliar, Waldemar Lemos.

### Vitória
Teve uma curtíssima passagem pelo Vitória em 2004, assumindo a equipe em julho, após a saída de Agnaldo Liz. Foi demitido no dia 19 de agosto, sendo substituído por Hélio dos Anjos.

### Santos
Chegou a treinar o Santos no início da temporada 2005, sendo substituído por Alexandre Gallo.

### Al-Ahli
Em julho de 2005, assinou contrato de um ano com o Al-Ahli, do Catar. Foi a primeira passagem de Oswaldo pelo exterior.

### Fluminense (segunda passagem)
Comandou o clube entre março e setembro de 2006, deixando o time na 3º colocação da Copa do Brasil.
Pelo Brasileirão deixou a equipe tricolor na quinta colocação e, após sua saída, o time despencou, se livrando do rebaixamento apenas na última rodada.

### Cruzeiro
Ainda no Campeonato Brasileiro de 2006, ele treinou o time do Cruzeiro, permanecendo até o fim da temporada.

### Kashima Antlers
Em 2007, Oswaldo de Oliveira foi contratado pelo Kashima Antlers, indicado pelo ídolo Zico. Depois de um início ruim, em que a equipe ficou cinco jogos sem vencer e amargou a 15ª colocação, comandou a equipe numa arrancada e bateu o recorde de nove vitórias consecutivas, conquistando o título nacional. No começo de 2008, o time do Kashima, sob comando de Oswaldo, também conquistou a Copa do Imperador, cuja conquista se repetiria na temporada 2010. Já em 2011, levantou o único título que ainda não tinha, a Copa da Liga Japonesa. O treinador deixou o clube em dezembro do mesmo ano.

### Botafogo
Foi contratado pelo Botafogo no dia 5 de dezembro de 2011, substituindo Caio Júnior.
Pelo clube carioca, Oswaldo foi campeão da Taça Rio de 2012, vencendo o Vasco da Gama por 3 a 1 na final. Contudo, o Fogão perdeu o título do Campeonato Carioca para o rival Fluminense. No Brasileirão fez boa campanha, terminando em 7º lugar com 55 pontos. Porém, a equipe não se classificou para a Copa Libertadores da América.
Na temporada 2013 foi campeão carioca e 4º colocado do Campeonato Brasileiro, num time bem montado que tinha jogadores como o goleiro Jefferson e o meia Clarence Seedorf. O 4º lugar classificou o Botafogo para a Libertadores e foi, até então, a melhor participação do clube no torneio após o título de 1995.

### Retorno ao Santos
Oswaldo acertou seu retorno ao Santos em dezembro de 2013, assinando contrato até o final do ano seguinte.
Sob seu comando, o time da Vila Belmiro chegou à final do Campeonato Paulista de 2014, perdendo o título para o Ituano nos pênaltis.
Por conta de uma sequência de maus resultados no Campeonato Brasileiro, o treinador acabou sendo demitido no dia 2 de setembro.

### Palmeiras
Assumiu o comando técnico do Palmeiras no dia 16 de dezembro de 2014, firmando vínculo até 31 de dezembro de 2015. Com isto, Oswaldo tornou-se o primeiro treinador a dirigir os quatro grandes clubes do futebol de São Paulo e os quatro grandes do Rio de Janeiro.
Em 9 de junho de 2015, foi demitido do Palmeiras após um início ruim no Campeonato Brasileiro, com seis pontos conquistados em 18 possíveis. Oswaldo deixou o clube alviverde depois de 31 jogos. Nesse período foram 17 vitórias, sete empates e sete derrotas, com 50 gols marcados e 26 sofridos — um aproveitamento de 62,37%, sendo vice campeão do Campeonato Paulista e deixando a equipe em 15º lugar no Brasileirão.

### Retorno ao Flamengo
Após a demissão de Cristóvão Borges, foi anunciado como técnico do Flamengo no dia 20 de agosto de 2015, retornando ao clube após doze anos. Assumiu o time na 13ª colocação do Campeonato Brasileiro, com 23 pontos e disputando também a Copa do Brasil (oitavas de finais).
Com seis vitórias seguidas, ele fez o time ganhar nove posições, e alcançar o G4 ainda na 5ª rodada do returno. Seu mérito foi ajustar o meio-campo do Flamengo, fazendo com que o futebol de todo o time crescesse de produção. A mudança começou pela saída de bola: Ele recuou Márcio Araujo para a função de primeiro volante (formando uma linha de três com os dois zagueiros), e fez com que o argentino Héctor Canteros passasse a vir buscar a bola nesta linha de três zagueiros, executando a transição ofensiva, tendo como opções de passe três jogadores atrás de si, e os dois laterais, que já estão a frente da linha do meio de campo, prontos para tabelar com os pontas. Além disso, a transformação da equipe com o treinador passou por fazer do time carioca, antes um dos mais leais e disciplinados da competição, na equipe mais faltosa e "amarelada" do Nacional até então (contando apenas as cinco rodadas do returno).

### Sport
Foi anunciado como novo técnico do Sport no dia 26 de abril de 2016, substituindo Paulo Roberto Falcão. Após ter conquistado apenas 33% dos pontos disputados, deixou o clube para assumir o Corinthians.

### Retorno ao Corinthians
Em outubro de 2016, o treinador, empregado do Sport, acertou com o Corinthians, chegando para substituir Cristóvão Borges e sendo anunciado pela imprensa no dia 11 do mesmo mês. Oswaldo, que foi campeão mundial em 2000 pelo clube, só assumiu a equipe paulista após comandar o time do Sport contra a Chapecoense no dia 12 de outubro. Sua reestreia pelo Timão foi em uma vitória por 2 a 0 diante do América Mineiro, na Neo Química Arena, em jogo válido pelo Brasileirão.
Sua última partida pelo clube foi em uma derrota por 3 a 2 para o Cruzeiro, no Mineirão, pelo Campeonato Brasileiro. Após não conseguir a classificação para a Libertadores, foi demitido no dia 15 de dezembro.

### Al-Arabi
Em 11 de janeiro de 2017, foi contratado pelo Al-Arabi, do Catar; Oswaldo retornou ao país após 12 anos – sua última passagem havia sido em 2005, pelo Al-Ahli. No entanto, o treinador deixou o cargo após três meses e retornou ao Brasil.

### Atlético Mineiro
Em 26 de setembro de 2017, foi anunciado o seu acerto com o Atlético Mineiro para o restante da temporada, após demissão de Rogério Micale.
Chegou à final da Primeira Liga, sendo derrotado para o Londrina da disputa por pênaltis. Já pelo Campeonato Brasileiro, terminou na 9º colocação.
O treinador foi demitido do Galo no dia 9 de fevereiro de 2018, após maus resultados no início da temporada e uma polêmica com um jornalista de uma rádio mineira.

### Urawa Red Diamonds
No dia 19 de abril de 2018, foi contratado pelo Urawa Red Diamonds. No clube japonês, sagrou-se campeão da tradicional Copa do Imperador, mas a permanência no clube durou até 28 de maio de 2019, quando foi demitido após uma goleada sofrida pelo time na liga local.

### Fluminense (terceira passagem)
No dia 20 de agosto de 2019, foi contratado pelo Fluminense. Porém, no dia 26 de setembro, foi demitido após se envolver numa briga com o meia Paulo Henrique Ganso, além de mostrar o dedo do meio para a torcida tricolor que vaiava o treinador ao fim da partida. Oswaldo deixou o clube carioca com maus resultados, tendo 39% de aproveitamento em apenas seis jogos – duas vitórias, um empate e três derrotas.

## Estatísticas
| Clube              | J   | V  | E  | D  | Aproveitamento |
| ------------------ | --- | -- | -- | -- | -------------- |
| Kashima Antlers    | 170 | 89 | 44 | 37 | 52.3%          |
| Corinthians        | 124 | 61 | 26 | 37 | 49,5%          |
| Vasco              | 42  | 21 | 9  | 12 | 57,1%          |
| Botafogo           | 133 | 64 | 38 | 31 | 57,6%          |
| São Paulo          | 58  | 32 | 12 | 14 | 62,0%          |
| Fluminense         | 84  | 40 | 23 | 21 | 56,7%          |
| Santos             | 60  | 34 | 13 | 13 | 63,8%          |
| Palmeiras          | 31  | 17 | 7  | 7  | 62,4%          |
| Flamengo           | 38  | 17 | 6  | 15 | 44,7%          |
| Sport              | 34  | 9  | 9  | 16 | 35%            |
| Cruzeiro           | 24  | 8  | 6  | 10 | 41,6%          |
| Vitória            | 14  | 3  | 4  | 7  | 31%            |
| Atlético Mineiro   | 20  | 8  | 9  | 3  | 55%            |
| Urawa Red Diamonds | 38  | 16 | 8  | 14 | 42,1%          |

## Títulos
Corinthians
- Campeonato Paulista: 1999
- Campeonato Brasileiro: 1999
- Mundial de Clubes da FIFA: 2000

São Paulo
- Supercampeonato Paulista: 2002

Kashima Antlers
- Campeonato Japonês: 2007, 2008 e 2009
- Copa do Imperador: 2007 e 2010
- Supercopa Japonesa: 2009 e 2010
- Copa da Liga Japonesa: 2011

Botafogo
- Campeonato Carioca: 2013

Urawa Red Diamonds
- Copa do Imperador: 2018

### Outras conquistas
Botafogo
- Taça Guanabara: 2013
- Taça Rio: 2013

### Prêmios individuais
- Treinador do Ano do Campeonato Japonês: 2007, 2008 e 2009
- Melhor treinador do Campeonato Paulista: 2014
- Seleção do Campeonato Paulista: 2014 e 2015[34]